# Piotr Sobociński

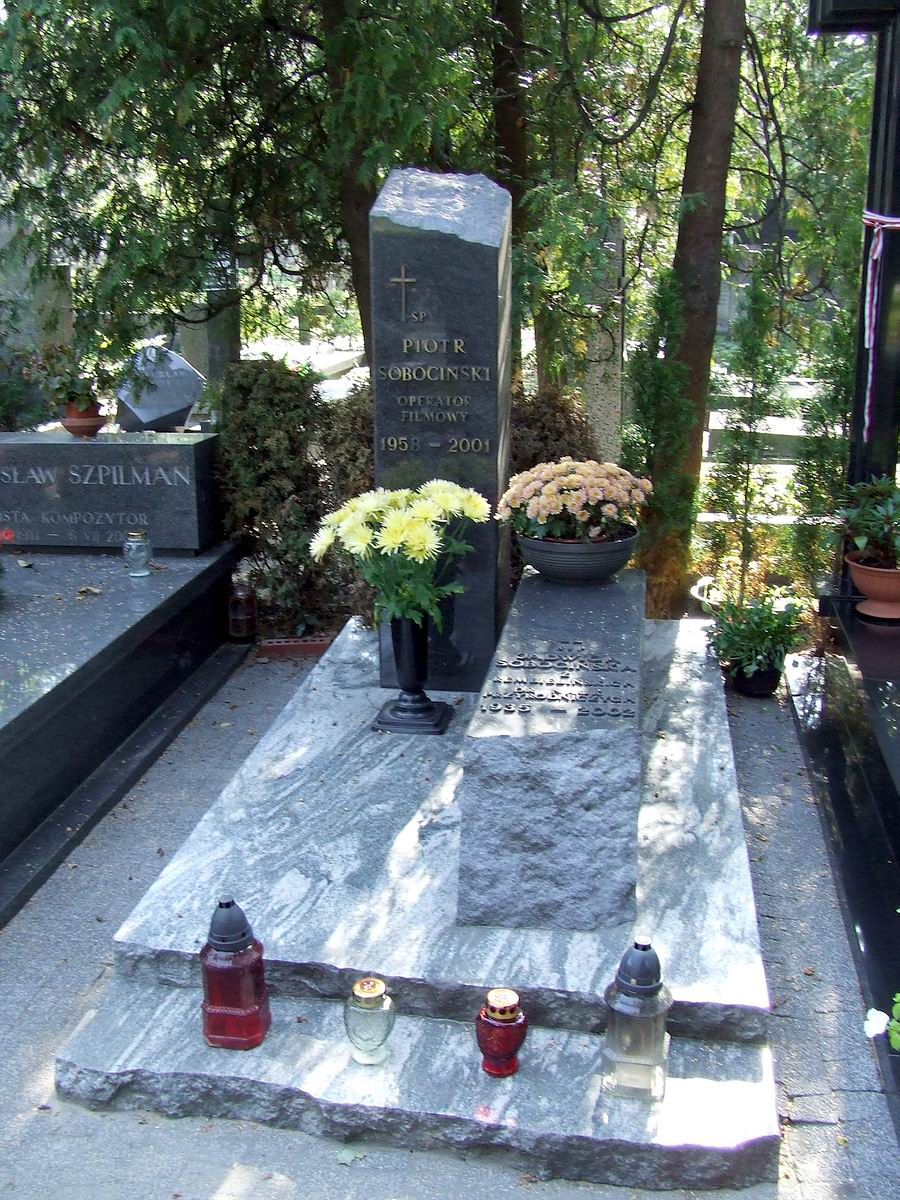
Grab von Piotr Sobociński

Piotr Sobociński (* 3. Februar 1958 in Łódź, Polen; † 26. März 2001 in Vancouver, Kanada) war ein polnischer Kameramann.
Sobociński war der Sohn des berühmten polnischen Kameramanns Witold Sobociński, der im Geburtsort seines Sohnes auch als Professor an der Filmhochschule Łódź tätig war. Ihn verband eine lange Zusammenarbeit mit Krzysztof Kieślowski, für den er zwei Dekalog-Filme drehte und für dessen Film Drei Farben: Rot er für einen Oscar nominiert wurde.
Die Filme mit Kieślowski waren für ihn der Durchbruch zu einer internationalen Karriere. 2001 starb er an einem Herzinfarkt, während der Dreharbeiten zu dem Film 24 Stunden Angst.
Er wurde auf dem Powązki-Friedhof in Warschau bestattet.
Der Film Hearts in Atlantis, der ein paar Monate nach seinem Tod veröffentlicht wurde, wurde ihm gewidmet.

## Filmografie
- 1987: Magnat – Regie: Filip Bajon (mit Jan Nowicki)
- 1988: Dekalog, Drei – Regie: Krzysztof Kieślowski (mit Daniel Olbrychski)
- 1988: Dekalog, Neun – Regie: Krzysztof Kieślowski (mit Ewa Błaszczyk und Piotr Machalica)
- 1989: Pension Sonnenschein – Regie: Filip Bajon (mit Nicole Heesters)
- 1992: Unser Lehrer Doktor Specht (deutsche Fernsehserie mit Robert Atzorn)
- 1993: Die Wildnis – Regie: Werner Masten (mit Jürgen Prochnow)
- 1994: Drei Farben: Rot (Trois couleurs: Rouge) – Regie: Krzysztof Kieślowski (mit Irène Jacob und Jean-Louis Trintignant)
- 1995: Die Jüdin – Edith Stein (Siódmy pokój) – Regie: Márta Mészáros (mit Maia Morgenstern als Edith Stein)
- 1996: Kopfgeld – Einer wird bezahlen (Ransom) – Regie: Ron Howard (mit Mel Gibson)
- 1996: Marvins Töchter (Marvin's Room) – Regie: Jerry Zaks (mit Meryl Streep, Leonardo DiCaprio, Diane Keaton und Robert De Niro)
- 1998: Im Zwielicht (Twilight) – Regie: Robert Benton (mit Paul Newman, Susan Sarandon und Gene Hackman)
- 2001: Angel Eyes – Regie: Luis Mandoki (mit Jennifer Lopez)
- 2001: Hearts in Atlantis – Regie: Scott Hicks (mit Anthony Hopkins, Anton Yelchin und Mika Boorem)
- 2002: 24 Stunden Angst (Trapped) – Regie: Luis Mandoki (mit Charlize Theron und Courtney Love) – der Film wurde beendet von dem Kameramann Frederick Elmes